# Orthothecium schlagintweitii
Orthothecium schlagintweitii là một loài Rêu trong họ Hypnaceae. Loài này được (Sendtn. ex Müll. Hal.) Paris mô tả khoa học đầu tiên năm 1897.